# Blöndulón
Beim Blöndulón („Blanda-See“) handelt es sich um einen Stausee an der Kjalvegur im isländischen Hochland. 

## Geografie
Er liegt etwa 25 km nördlich von Hveravellir. Seine Tiefe beträgt bis zu 39 m und er hat eine Fläche von 56 bis 57 km².
Um den See zu schaffen, wurde der Fluss Blanda bei Reftjarnarbungu, etwa in der Mitte zwischen Quelle und Mündung aufgestaut. Ein weiterer Staudamm wurde an den Quellen der Kolkukvíslar errichtet und das Wasser von dort über eine 25 km lange Zuleitung, die auch andere Zuflüsse aufnimmt, in den Stausee geleitet.
Das 1991 in Betrieb genommene Blanda-Kraftwerk (isl. Blöndustöð) liegt in 200 m Tiefe in einer künstlichen Höhle und ist nur über einen Lift und einen 800 m langen befahrbaren Tunnel zugänglich. 
Der See eignet sich gut zum Lachsfischen.

### Informationen der Betreiberfirma Landsvirkjun
- Landsvirkjun, engl.
- Blanda Hydropower Station (engl.)

### Wissenschaftliche Beiträge
- O.K. Vilmundardóttir, e.a.: Shoreline erosion and aeolian deposition along a recently formed hydro-electric reservoir, Blöndulón, Iceland. Geomorphology, Vol. 114, Is.4, 1 February 2010, p. 542-555  Zur Erosion am Blöndulón (englisch)